# Luftfrachtbrief
Der Luftfrachtbrief (englisch air waybill, AWB) ist im Frachtgeschäft ein Warenbegleitpapier, das im Luftfrachtverkehr über die Luftfracht ausgestellt wird.

## Allgemeines
Er gehört zu den Frachtbriefen, die für den Transport auf dem Lande (Straße: CMR-Frachtbrief, Schiene: Eisenbahnfrachtbrief), zu Wasser (Binnenschifffahrt: Ladeschein, Seeschifffahrt: Seefrachtbrief) oder in der Luft vorgesehen sind. Wie alle übrigen Frachtbriefe bescheinigt auch der Luftfrachtbrief, dass der Frachtführer (Frachtfluggesellschaft) genau bestimmtes Frachtgut zum Transport übernommen hat. Der international einheitliche Luftfrachtbrief der IATA beruhte auf dem Warschauer Abkommen über die Beförderung im internationalen Luftverkehr von 1929, das auch die Haftungsbeschränkung des Luftfrachtführers regelte. Es wurde durch das Montrealer Übereinkommen aus dem Jahre 1999 ersetzt.

## Rechtsfragen
Der Luftfrachtbrief unterliegt dem Frachtrecht des Handelsgesetzbuchs (HGB), das lediglich den Frachtbrief allgemein regelt. Der Frachtvertrag wird zwischen dem Absender oder einem von diesem beauftragten Ablader und dem Luftfrachtführer geschlossen. Der vom Absender und Frachtführer unterzeichnete Luftfrachtbrief dient – bis zum Beweis des Gegenteils – als Nachweis für Abschluss und Inhalt des Frachtvertrages sowie für die Übernahme des Frachtgutes durch den Frachtführer (§ 409 Abs. 1 HGB). Er begründet damit die – widerlegbare – Vermutung, dass das Frachtgut und seine Verpackung bei der Übernahme durch den Frachtführer in äußerlich gutem Zustand waren und dass die Anzahl der Frachtstücke und ihre Zeichen und Nummern mit den Angaben im Luftfrachtbrief übereinstimmen. Mit dieser Vermutung ist eine Beweislastumkehr verbunden. Denn nach § 292 ZPO ist bis zum Beweis des Gegenteils von dem Vorhandensein der angeführten Tatsache auszugehen.
Der Absender haftet nach § 414 Abs. 1 HGB für die Richtigkeit und Vollständigkeit des Luftfrachtbriefs und ist gemäß § 418 Abs. 1 HGB berechtigt, über das Frachtgut zu verfügen. Er kann insbesondere verlangen, dass der Frachtführer das Frachtgut nicht weiterbefördert oder es an einem anderen Bestimmungsort, an einer anderen Ablieferungsstelle oder an einen anderen Empfänger abliefert. Das Verfügungsrecht des Absenders erlischt nach Ankunft des Gutes an der Ablieferungsstelle (§ 418 Abs. 2 HGB).
Gemäß Art. 4 Montrealer Übereinkommen (MÜ) kann der Luftfrachtführer vom Absender die Ausstellung und Aushändigung eines Luftfrachtbriefs und der Absender die Annahme dieser Urkunde verlangen, sein Mindestinhalt ist in Art. 5 MÜ geregelt. Anders als das Konnossement ist der Luftfrachtbrief lediglich ein Warenbegleitpapier und eine Abladebestätigung, nicht dagegen ein Wertpapier oder gar Traditionspapier. Ihm fehlt die Legitimationsfunktion (Verbriefung des Herausgabeanspruchs auf das Frachtgut) und die Traditionsfunktion (Repräsentation des Frachtguts). Gemäß Art. 12 Abs. 3 Montrealer Übereinkommen dient der Luftfrachtbrief auch dazu, weitere Verfügungen über das Frachtgut zu verhindern; er ist damit ein Sperrpapier.

## Systematik
Jeder Luftfrachtbrief ist mit einer Seriennummer und dem 3-stelligen Code der Fluggesellschaft gekennzeichnet. An die IATA-Agenten werden AWB-Nummernkreise vergeben, mit denen der Endlos-Frachtbrief bedruckt wird. Beispiel: 172-1234567 5. Die ersten drei Ziffern identifizieren die Fluggesellschaft (hier 172 für die Cargolux). Aus den folgenden sieben Ziffern ergibt sich die Seriennummer des Luftfrachtbriefes und die letzte Ziffer ist die so genannte Prüfziffer. Diese wird benötigt, um die Echtheit der Luftfrachtbriefnummer zu überprüfen. Die Ermittlung erfolgt als Modulo-7-Berechnung: Die siebenstellige Zahl (ohne den Carrier-Code) wird durch 7 dividiert, der Rest ergibt die Prüfziffer; sie kann also immer nur von 0 bis 6 lauten.
Drei Ausfertigungen gelten als Originale:
- für Luftfrachtführer, vom Absender unterzeichnet (grün),
- für Empfänger, begleitet Fracht, von Absender und Luftfrachtführer unterzeichnet (rot) und
- vom Luftfrachtführer unterzeichnet, für Absender, Beweis für Übergabe des Gutes und den Vertragsabschluss (blau).

## Arten
Es gibt verschiedene Arten von Luftfrachtbriefen:
- Den IATA Direkt AWB (auch englisch Direct to consignee, DTC): Eine Sendung mit einem Versender (englisch Shipper) wird zu einem Ziel (englisch Destination) transportiert und an einen Empfänger (englisch Consignee) ausgeliefert. In diesem Fall wird als Absender der „tatsächliche“ Versender und als Empfänger der Endempfänger der Sendung genannt.
- Consol-AWB: Hier werden wie im Sammelgutverkehr auf der Straße Sendungen von mehreren Absender z. B. am Lager des Versandspediteurs gesammelt. Alle Sendungen werden dann (oftmals „vorgebaut“, also auf einer Luftfrachtpalette) bei der Fluggesellschaft ausgeliefert. Die Sammelgutsendung (Consol / Konsolidierung) erhält dann einen sogenannten Master-airwaybill. Gegenüber der Fluggesellschaft ist der Absender der Versandspediteur, der Empfänger der Empfangsspediteur. Für jede der in dieser Sammelgutsendung beinhalteten Frachten wird ein so genannter House-airwaybill erstellt, also ein „Unter-Frachtbrief“, in welchem die tatsächlichen Absender und Empfänger genannt werden. Am Empfangsflughafen wird die Sammelsendung an den Empfangsspediteur übergeben, der diese an die einzelnen Empfänger verteilt.
- Back-to-Back (B2B): Auch hier wird ein Master- und House-AWB erstellt; es handelt sich jedoch um keine Konsolidierung, sondern um eine Einzelsendung. Diese Variante muss in einigen Ländern aus zollrechtlichen Gründen gewählt werden. Sie wird auch benutzt, um durch den Empfangsspediteur die Fracht beim Empfänger einziehen zu lassen, wenn diese unfrei (englisch collect) versandt wurde.

Die Luftfrachtgesellschaften ziehen i. d. R. keine Frachtkosten beim Empfänger ein, d. h. der Versandspediteur hat die Frachtkosten incl. aller Nebenkosten bei der Airline zu entrichten.
Der Absender haftet im Regelfall – abhängig von der konkreten Vereinbarung und/oder der zugrunde liegenden gesetzlichen Bestimmung – für die Richtigkeit der Angaben im Luftfrachtbrief, außer er kann beweisen, dass ihn kein Verschulden der falschen Angaben trifft (z. B., wenn der IATA-Agent die Daten falsch eingetragen hat).